# Deck-building

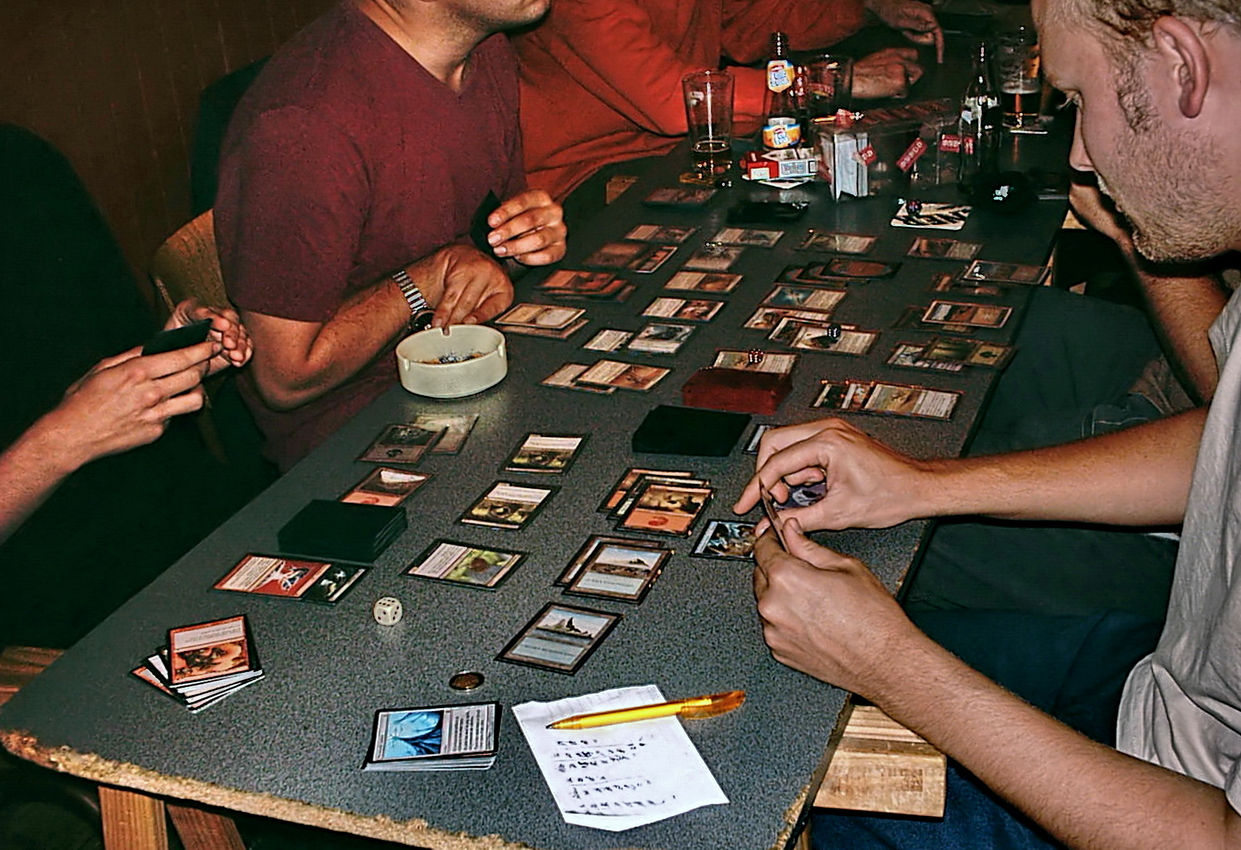
Jedną z gier opartą na zasadzie budowania talii jest Magic: The Gathering

Mechanika deck-building (dosłownie: budowanie talii) – jedna z klasycznych mechanik w grach karcianych i planszowych. Polega na tworzeniu oraz ulepszaniu własnej talii w trakcie gry (w przeciwieństwie do gier typu CCG lub LCG, gdzie gracze tworzą talie przed rozgrywką). Nowe karty rozszerzają możliwości gracza i często prowadzą do powstania tzw. silniczka – długich łańcuchów kart pozwalających na wykonywanie kolejnych akcji jedna po drugiej.
W grach opartych na mechanice deck-building szansa zwycięstwa zależy w dużej mierze od prawdopodobieństwa wylosowania właściwych kart lub ich ciągu z wcześniej dobranego przez gracza zestawu. W grach, w których występują karty rzadkie lub specjalne, rozgrywka polega m.in. na wyliczeniu prawdopodobieństwa szansy, że akurat karty tego typu uda się wyciągnąć z talii podczas przygotowań. Ważnym elementem rozgrywki jest również umiejętne balansowanie między kartami służącymi do rozgrywki a tymi, które dają szansę na jej zakończenie zwycięstwem (na przykład punktami zwycięstwa liczonymi dopiero na koniec gry). Nowicjusze mają tendencję do przeceniania swoich umiejętności, a jednocześnie często nie doceniają siły kart przynoszących mniej spektakularne efekty natychmiastowe, natomiast oferujących na przykład efekty w połączeniu z innymi kartami. 
Ze względu na dużą rolę, jaką w rozgrywce odgrywa szczęście, by utrzymać zainteresowanie graczy daną grą jej producenci często decydują się na publikowanie rozmaitych dodatków, zestawów rozszerzeń czy dodatkowych kart, niedostępnych w podstawowej wersji gry. Jedną z najpopularniejszych gier opartych na tej zasadzie działania jest Dominion (2008), od tego czasu jest wykorzystywana jest w wielu innych grach, m.in. w Magic: The Gathering, Hearthstone, Thunderstone, Nightfall, Ascension i Legendary.